# Heydeniella distorta
Heydeniella distorta är en spindeldjursart som beskrevs av Wolfgang Karg 1976. Heydeniella distorta ingår i släktet Heydeniella och familjen Ologamasidae. Inga underarter finns listade i Catalogue of Life.